# 大叔的愛：LOVE or DEAD
《大叔的愛：LOVE or DEAD》（日语：劇場版 おっさんずラブ 〜LOVE or DEAD〜）是一部於2019年上映的日本同性愛情喜劇電影，為2018年電視劇《大叔的愛》的劇場版，由瑠東東一郎執導，田中圭、林遣都、内田理央、金子大地、伊藤修子、兒嶋一哉、澤村一樹、志尊淳、真島秀和、大塚寧寧和吉田鋼太郎主演。電影於2019年8月23日在日本上映。

## 登場人物
- 田中圭 飾 春田創一
- 林遣都 飾 牧凌太
- 内田理央 飾 荒井千鶴
- 金子大地 飾 栗林歌麻呂
- 伊藤修子（日语：伊藤修子） 飾 瀨川舞香
- 兒嶋一哉 飾 荒井鐵平
- 澤村一樹 飾 狸穴迅
- 志尊淳 飾 山田正義
- 真島秀和 飾 武川政宗
- 大塚寧寧 飾 黑澤蝶子
- 吉田鋼太郎 飾 黑澤武藏

## 製作
2018年12月7日，決定製作《大叔的愛》的劇場版，並宣布將於2019年8月23日上映。該劇的演員將回歸飾演自己的角色，原劇導演瑠東東一郎和編劇德尾浩司也將回歸電影，故事將發生在電視劇之後。2019年4月22日，宣佈片名為《大叔的愛：LOVE or DEAD》（劇場版 おっさんずラブ〜LOVE or DEAD〜），並宣佈澤村一樹和志尊淳加盟演員陣容。

## 外部連結
- 官方网站
- 大叔的愛：LOVE or DEAD的X（前Twitter）
- 大叔的愛：LOVE or DEAD的Instagram帳戶
- 互联网电影数据库（IMDb）上《大叔的愛：LOVE or DEAD》的资料（英文）